# شوتا ميناغاوا
شوتا ميناغاوا (باليابانية: 皆川 翔太) (2 يونيو 1988 في يوكوهاما في اليابان – )؛ هو لاعب كرة قدم كان يلعب كمهاجم.

## وصلات خارجية
- شوتا ميناغاوا على موقع رابطة كرة القدم اليابانية للمحترفين (اليابانية)